# Idiomorphus
Idiomorphus là một chi bọ cánh cứng trong họ 
Elateridae.
Chi này được miêu tả khoa học năm 1980 bởi Dolin.

## Các loài
Các loài trong chi này gồm:
- Idiomorphus asperatus Dolin in Dolin, Panfilov, Ponomarenko & Pritykina, 1980
- Idiomorphus singularis Dolin in Dolin, Panfilov, Ponomarenko & Pritykina, 1980